# Kaasikvälja
Koordinaten: 59° 25′ N, 27° 18′ O
Kaasikvälja ist ein Dorf (estnisch küla) in der Landgemeinde Kohtla (Kohtla vald). Es liegt im Kreis Ida-Viru (Ost-Wierland) im Nordosten Estlands.
Das Dorf hat 32 Einwohner (Stand 1. Januar 2010). Es liegt nordöstlich der Stadt Kohtla-Järve.